# Радио ТДИ
ТДИ Радио је београдска радио станица основана 1996. године, као пилот пројекат предузећа ТДИ Д. О. О. „ТАКО ДОБАР ИЗБОР“ је слоган који радио следи и до данашњих дана.
Тих година остваривала је завидну слушаност, иако је била искључиво ДЈ радио, по први пут представљен на нашим просторима као такав концепт. Јединствена новина ТДИ Радија је била и увођење тада веома мало заступљеног РДС система преноса кратких порука на дисплејима радио-апарата. 

## Историја
Током 1997. ТДИ радио је затваран од стране власти заједно са неколико Београдских радио-станица, под изговором да не поседује потребне дозволе, а притом му је и уништен део радио емисоне опреме.
Од 2000. до 2005. радио је био искључиво музички оријентисан, са квалитетним топ-листама и емисијама клупске музике које су остале на програму до данас.
Почетком 2006. године, расписан је конкурс за емитовање радио програма на територији Републике Србије и града Београда. ТДИ Радио је конкурисао за национално и регионално покривање (град Београд) и 5. јула 2006. године, одлуком Републичке Радио Дифузне агенције, ТДИ Радио добија дозволу за емитовање (8 година) за регион града Београда.
У наредних 6 месеци, ТДИ Радио добија замах, и пробија се између великог броја тада још увек активних пиратских радио-станица, и у 2007. години прави огроман продор у слушаности. Толико велики да се у неким сегментима радијског аудиторијума пробија и испред најслушанијих националних емитера.
Забавно оријентисан ТДИ Радио је данас модерна и успешна компанија, која прати модерне трендове у радиодифузији. Са организационог аспекта, свакако поставља стандарде у продукцији и огранизацији рада.
Трендовски музички оријентисан, нарочито у клупском музичком сегменту, ТДИ Радио постаје незаобилазан приликом промоције свих важнијих музичких догађаја и прати најновија остварења са музичке сцене.
Веб-сајт радија свакако доприноси популарности међу млађом популацијом, са јединственим садржајима као што су СМС и ММС поруке које су постале изузетно популаран сервис који слушаоци радо користе. ТДИ Радио предњачи у интернет стримигу, тако да је сада (јануар 2008) дневни максимум преко 550 слушалаца, са просеком слушаности од преко 120 минута на интернету. Систем приказивања имена песама док слушате интернет стрим је такође једна од јединствених карактеристика ТДИ МП3 и ААЦ система слушања преко интернета. Кликом на интернет линк, учитаћете све ТДИ стриминг сервере.
У Августу 2007. године, активиран је сада већ изузетно популаран ток-шоу програм ДР. ЛОВЕ који је оборио рекорде слушаности и пристиглих СМС порука, те је током новембра месеца просечан број пристиглих СМС-ова прешао 800 у 2 сата емитовања емисије.
У Новембру 2007. године, стартовао је јединствени „КОНТРА КВИЗ“ са потпуно новим приступом питањима и одговорима слушалаца. Наиме, јединственост квиза се огледа у томе што слушаоци постављају питања водитељу и тиму из студија, и ако не добију одговор, добијају награду у квизу.
Референтне топ-листе су свакако нешто чиме се ТДИ Радио поноси, ТОП 40, као јединствена 120-минутна емисија, 40 најактуелнијих песама светске музичке продукције, и CLUB CHART "Let the Sunshine in Your Heart" референтна клупска топ-листа, која је до сада урађена у преко 250 издања.
ТДИ Радио је недавно потписао уговор са неколико регионалних радио станица, које су постали регионални огранци ТДИ Радија, тиме омогућујући ТДИ Радију да емитује своје програме у већем делу Србије.

## Фрекфренције
ТДИ Радио можете слушати путем фрекфренција у следећим градовима:
88,8 MHz Ниш
89,1 MHz Чачак
91,2 MHz Ковин
91,2 MHz Смедерево
91,7 MHz Бор
91,7 MHz Неготин
91,8 MHz Београд
91,8 MHz Врњачка Бања
95,0 MHz Краљево
97,9 MHz Крагујевац
103,8 MHz Борски округ
107,4 MHz Зајечар
107,5 MHz Нови Сад
Спољашње везе
- TDIRadio.com ТДИ Радио
- Интернет линк Архивирано на веб-сајту  (4. март 2016)